# Дюпьё, Кантен
Канте́н Дюпьё (фр. Quentin Dupieux; фр. произношение: [kɑ̃tɛ̃ dypjø]; 14 апреля 1974, Кламар) — французский музыкант, диджей, писатель и кинорежиссёр, более известный под псевдонимом Mr. Oizo (Месье Уазо́ (wah-zo); фр. произношение: [məsjø wazo]). Псевдоним является намеренным и неправильным омофоническим написанием слова «oiseau», которое означает «птица» на французском языке. Стал широко известен благодаря своему международному хиту Flat Beat, увидевшему свет 22 марта 1999 году. В музыкальном клипе фигурирует трясущая головой под трек знаменитая кукла Плоский Эрик, созданная Кантеном и Джанет Кнехтель из Jim Henson's Creature Shop.

## Биография
Кантен Дюпьё родился 14 апреля 1974 года в Кламаре, в департаменте О-де-Сен на севере центральной части Франции, в регионе Иль-де-Франс. Помимо создания электронной музыки, Кантен режиссирует и пишет сценарии ко многим своим фильмам. Впервые мир услышал его музыку, когда французский диджей и музыкант Лоран Гарнье покупал машину у отца Кантена. Тому понравились работы Дюпьё и подписал его на свой лейбл F Communications, чтобы он спродюсировал музыкальный клип к синглу Crispy Bacon 1997 года. Его первый релиз мини-альбома #1 под псевдонимом Mr. Oizo состоялся в том же году. Он наиболее известен широкой публике благодаря песне Flat Beat и её музыкальному клипу, вышедших 22 марта 1999 года на том же лейбле F Communications в качестве бонуса в его дебютном альбоме Analog Worms Attack. Главный герой клипа — это желтая плюшевая кукла по имени Flat Eric, которая также играет роль в более поздних кинематографических работах Дюпьё (включая рекламу джинсов Levi’s).

## Дискография

### Альбомы
- Analog Worms Attack[англ.] (1999)
- Moustache (Half a Scissor)[англ.] (2005)
- Lambs Anger (2008)
- Stade 2 (2011)
- The Church (2014)
- All Wet (2016)

### Синглы и EP
- #1 (1997)
- M-Seq (1998)
- Flat Beat (1999)
- Stunt (2004)
- Nazis (2006)
- Transsexual (2007)
- Positif (2008)
- Pourriture (2009)
- Stade 3 (2012)
- Amicalement (2013)
- Hand in The Fire (2015)
- Rythme Plat (2019)

### Музыкальные клипы
| Год  | Название                   |
| ---- | -------------------------- |
| 1997 | Kirk                       |
| 1999 | M-Seq                      |
| 1999 | Flat Beat                  |
| 1999 | Analog Worms Attack        |
| 1999 | Inside The Kidney Machine  |
| 2004 | Stunt                      |
| 2009 | Making Lambs Ange          |
| 2010 | Where’s the money, George? |
| 2016 | «Night Owl» — Metronomy    |
| 2018 | «Discow» — Handbraekes     |
| 2019 | Viandes Légumes Véhicules  |

### Награды и номинации
| Год  | Награда                      | Название                                    | Категория                                | Результат |
| ---- | ---------------------------- | ------------------------------------------- | ---------------------------------------- | --------- |
| 1999 | MTV Europe Music Awards      | Исполнитель                                 | Лучший исполнитель (Best Male)           | Номинация |
| 1999 | Viva Comet Awards            | Исполнитель                                 | Лучшая реклама (Beste Werbung)           | Победа    |
| 2000 | Billboard Music Video Awards | «Flat Beat»                                 | Лучший клип нового исполнителя (танец)   | Номинация |
| 2008 | Beatport Music Awards        | Исполнитель                                 | Лучший инди-танец / Ню-диско исполнитель | Номинация |
| 2016 | UK Music Video Awards        | «Hand in the Fire» (совместно с Charli XCX) | Лучшая анимация                          | Номинация |
| 2016 | Best Vinyl Art               | «All Wet»                                   | Лучшая виниловая обложка                 | Номинация |

## Фильмография

### Фильмы
| Год  | Название                                                  | Режиссёр | Продюсер | Сценарист | Оператор | Композитор | Монтажёр | Примечания             |
| ---- | --------------------------------------------------------- | -------- | -------- | --------- | -------- | ---------- | -------- | ---------------------- |
| 2002 | Nonfilm                                                   | Да       | Нет      | Да        | Да       | Нет        | Да       |                        |
| 2007 | Смени лицо (фр. Steak)                                    | Да       | Да       | Да        | Нет      | Да         | Нет      |                        |
| 2010 | Шина (англ. Rubber)                                       | Да       | Да       | Да        | Да       | Да         | Да       |                        |
| 2012 | Неверно (англ. Wrong)                                     | Да       | Да       | Да        | Да       | Да         | Да       |                        |
| 2012 | Неправильные копы: Глава 1 (англ. Wrongs Cops: Chapter 1) | Да       | Нет      | Да        | Да       | Да         | Да       | Короткометра́жный фильм |
| 2013 | Неправильные копы (англ. Wrong Cops)                      | Да       | Нет      | Да        | Да       | Да         | Да       |                        |
| 2013 | Das foto-shoot                                            | Да       | Нет      | Да        | Да       | Нет        | Нет      | Короткометра́жный фильм |
| 2014 | Реальность (фр. Réalité)                                  | Да       | Нет      | Да        | Да       | Нет        | Да       |                        |
| 2015 | Being Flat                                                | Да       | Нет      | Да        | Да       | Да         | Да       | Короткометра́жный фильм |
| 2018 | На посту! (фр. Au poste!)                                 | Да       | Нет      | Да        | Да       | Нет        | Да       |                        |
| 2019 | Оленья кожа (фр. Le daim)                                 | Да       | Нет      | Да        | Да       | Нет        | Да       |                        |
| 2020 | Жвалы (фр. Mandibules)                                    | Да       | Нет      | Да        | Да       | Нет        | Да       |                        |
| 2022 | Невероятно, но факт (фр. Incroyable mais vrai)            | Да       | Нет      | Да        | Да       | Нет        | Да       |                        |
| 2022 | Курение вызывает кашель (фр. Fumer fait tousser)          | Да       | Нет      | Да        | Да       | Нет        | Да       |                        |
| 2023 | Янник (фр. Yannick)                                       | Да       | Да       | Да        | Да       | Нет        | Да       |                        |
| 2023 | Даaаaаaли! (фр. Daaaaaalí!)                               | Да       | Нет      | Да        | Да       | Нет        | Да       |                        |
| 2024 | Второй акт (фр. Le Deuxième Acte)                         | Да       | Нет      | Да        | Да       | Нет        | Да       |                        |

### Оценки фильмов
Процент положительных рецензий профессиональных кинокритиков на Rotten Tomatoes.
| Название                   | Рейтинг Rotten Tomatoes |
| -------------------------- | ----------------------- |
| Nonfilm                    | —                       |
| Смени лицо                 | —                       |
| Шина                       | 69 %                    |
| Неверно                    | 67 %                    |
| Неправильные Копы: Глава 1 | —                       |
| Неправильные копы          | 55 %                    |
| Das foto-shoot             | —                       |
| Реальность                 | 64 %                    |
| Being Flat                 | —                       |
| На посту!                  | 88 %                    |
| Оленья кожа                | 88 %                    |
| Жвалы                      | 91 %                    |
| Невероятно, но факт        | 93 %                    |
| Курение вызывает кашель    | 94 %                    |
| Янник                      | 95 %                    |
| Даaаaаaли!                 | 100 %                   |
| Второй акт                 | 60 %                    |

### Награды и номинации
| Год  | Награда                    | Название   | Категория                                   | Результат |
| ---- | -------------------------- | ---------- | ------------------------------------------- | --------- |
| 2012 | Кинофестиваль «Сандэнс»    | Неверно    | Гран-при — драма (Программа «Мировое кино») | Номинация |
| 2014 | Венецианский кинофестиваль | Реальность | Венецианские горизонты — лучший фильм       | Номинация |

### Актёрская игра
Квентин Дюпьё сыграл второстепенную роль в 1998 году в короткометражном десятиминутном фильме Laguerre du vide (фр. Война пустоты). Режиссёром фильма является Николас Кабос (Nicolas Cabos).